# 高井岳 (福岡県・大分県)
高井岳（たかいだけ）は、福岡県うきは市と大分県日田市との境にある標高404.5mの山である。
戦国時代には、高井岳城または高ヶ岳城と記録にある城砦があった。現在、ここにはテレビ放送の西日田中継局がある。
高井岳は、大友氏支配下の豊後国日田郡から隣の筑後国問註所氏の領地を望む地に位置する。高井岳城の位置については、『日田郡志』（下巻）に“高ヶ嶽、西ノ方半プクニアリ（抜粋引用）”とある。
日田郡内の歴史書『豊西記』には、「高井嶽城潰陥之事」と題して、以下のように記されている。
秋月氏に降伏した問註所親則（長岩城主）は、同盟関係にあった大友氏との手切れに臨むべく、日田郡へ攻め入った。第一の攻略対象となったのが、豊後国と筑後国の国境に位置する場所に築かれた高井岳城であった。高井岳には井楼を備えた城があり、城番を駐屯させていた。このときの城番は日田八奉行の一人堤越前守の弟、堤平右衛門尉であった。寄せ手の問註所勢と合戦となり、平右衛門尉は大手付近で問注所勢大将の石井蔵人と刺し違えて討死。城は陥落し、領内日田郡石井郷に侵入を許したが、高瀬下野守の軍勢が駆けつけて問註所勢を撃退した。

## 西日田中継局

### 送信設備

#### 地上デジタルテレビジョン放送
| リモコンキーID | 放送局名        | チャンネル | 空中線電力 | ERP  | 放送対象地域 | 放送区域内世帯数 |
| -------------- | --------------- | ---------- | ---------- | ---- | ------------ | ---------------- |
| 1              | NHK大分総合     | 15         | 1W         | 3.6W | 大分県       | 8,980世帯        |
| 2              | NHK大分教育     | 20         | 1W         | 3.6W | 全国放送     | 8,980世帯        |
| 3              | OBS大分放送     | 39         | 1W         | 3.6W | 大分県       | 8,980世帯        |
| 4              | TOSテレビ大分   | 25         | 1W         | 3.6W | 大分県       | 8,980世帯        |
| 5              | OAB大分朝日放送 | 33         | 1W         | 3.6W | 大分県       | 8,980世帯        |

- OABは、デジタル新局。
- 地上デジタルテレビジョン放送は2008年（平成20年）7月28日に全局本放送開始。
- 2008年（平成20年）5月22日、九州総合通信局から西日田中継局に地上デジタルテレビジョン放送の予備免許が交付された。
- 試験放送は、2008年（平成20年）5月27日から7月27日まで実施された。
- 主な受信地域：大分県日田市の一部
- OABはデジタル新局として開局。
- OBSのチャンネルは当初13chであったが、法定エリア内で混信による受信障害が発生したため、2011年（平成23年）9月1日 - 9月11日にかけて39chに変更された。

#### 地上アナログテレビジョン放送
| 放送局名      | チャンネル    | 空中線電力                | ERP               | 放送対象地域 | 放送区域内世帯数 |
| ------------- | ------------- | ------------------------- | ----------------- | ------------ | ---------------- |
| NHK大分総合   | 18            | 映像10W 音声2.5W          | 映像50W 音声12.5W | 大分県       | -                |
| NHK大分教育   | 23            | 映像10W 音声2.5W          | 映像50W 音声12.5W | 全国放送     | -                |
| TOSテレビ大分 | 39            | 映像10W 音声2.5W          | 映像49W 音声12W   | 大分県       | -                |
| OBS大分放送   | 41            | 映像10W 音声2.5W          | 映像42W 音声10.5W | 大分県       | -                |
| OBS大分放送   | 62 （補完波） | 映像1W 音声250mW（0.25W） | 映像21W 音声5.3W  | 大分県       | -                |

- OABはアナログ中継局を置局していない。
- 地上アナログテレビジョン放送は、2011年（平成23年）7月24日までに全局放送終了。